# Bad Bergzabern
Bad Bergzabern é uma cidade da Alemanha localizada no distrito de Südliche Weinstraße, no estado da Renânia-Palatinado. É sede da associação municipal homónima.

## Galeria de imagens

Bad Bergzabern
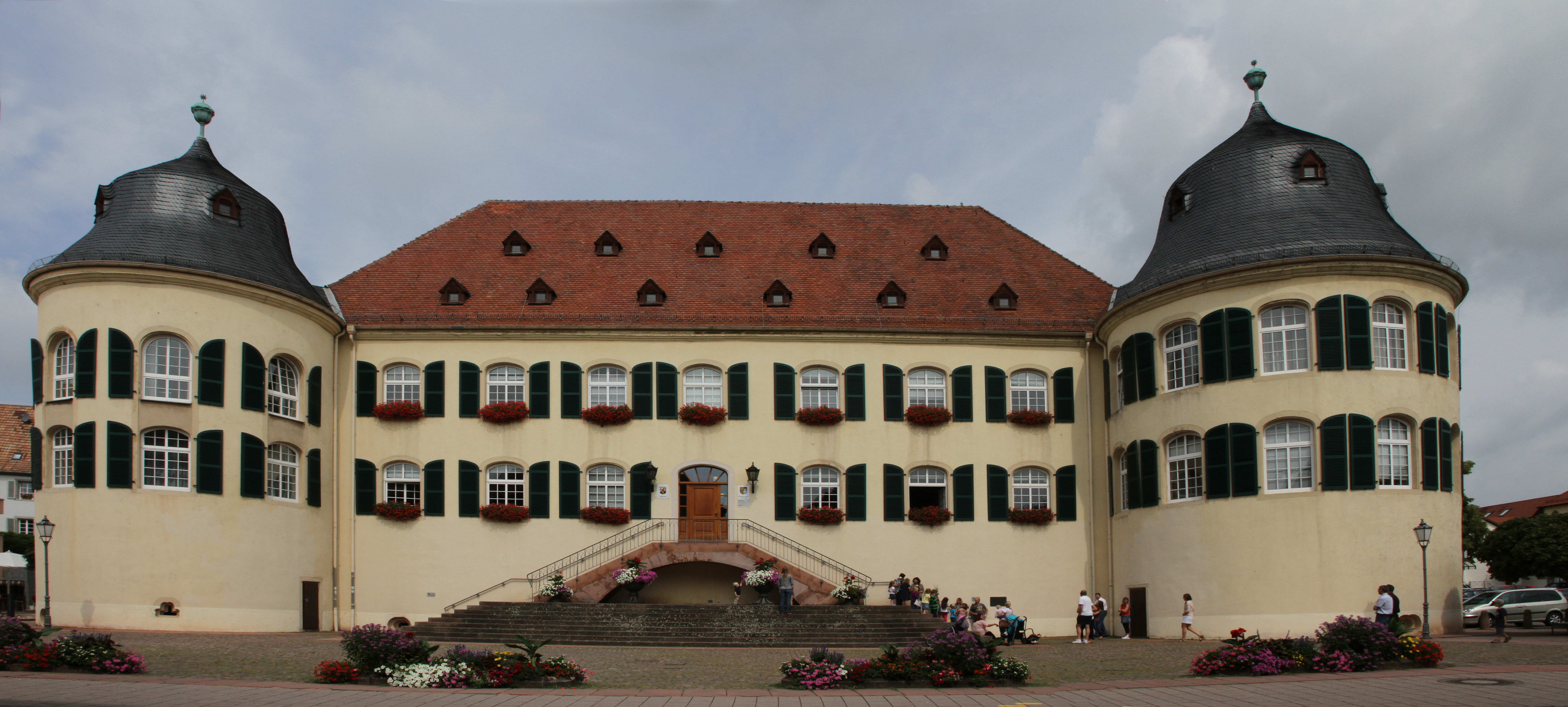
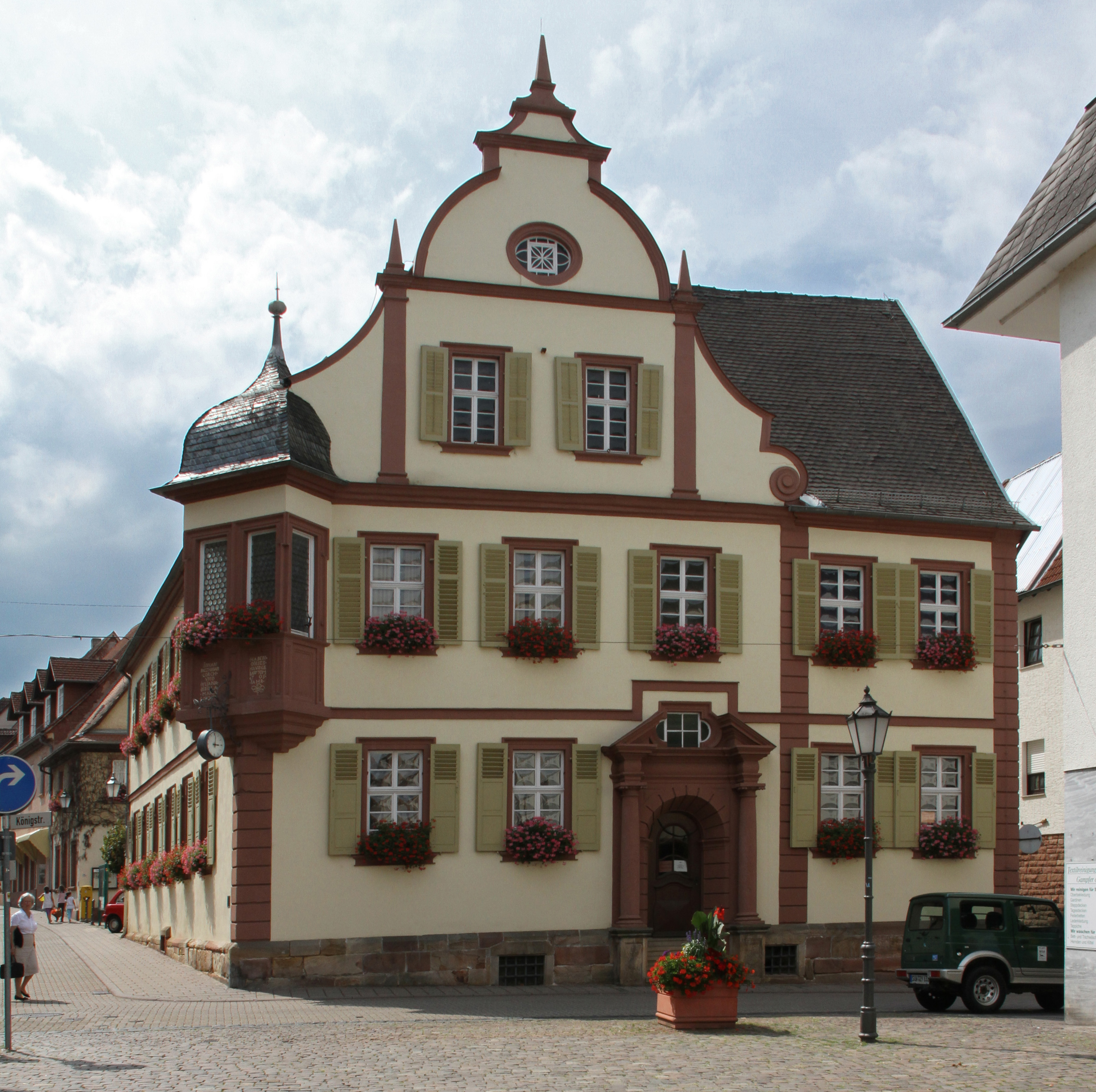
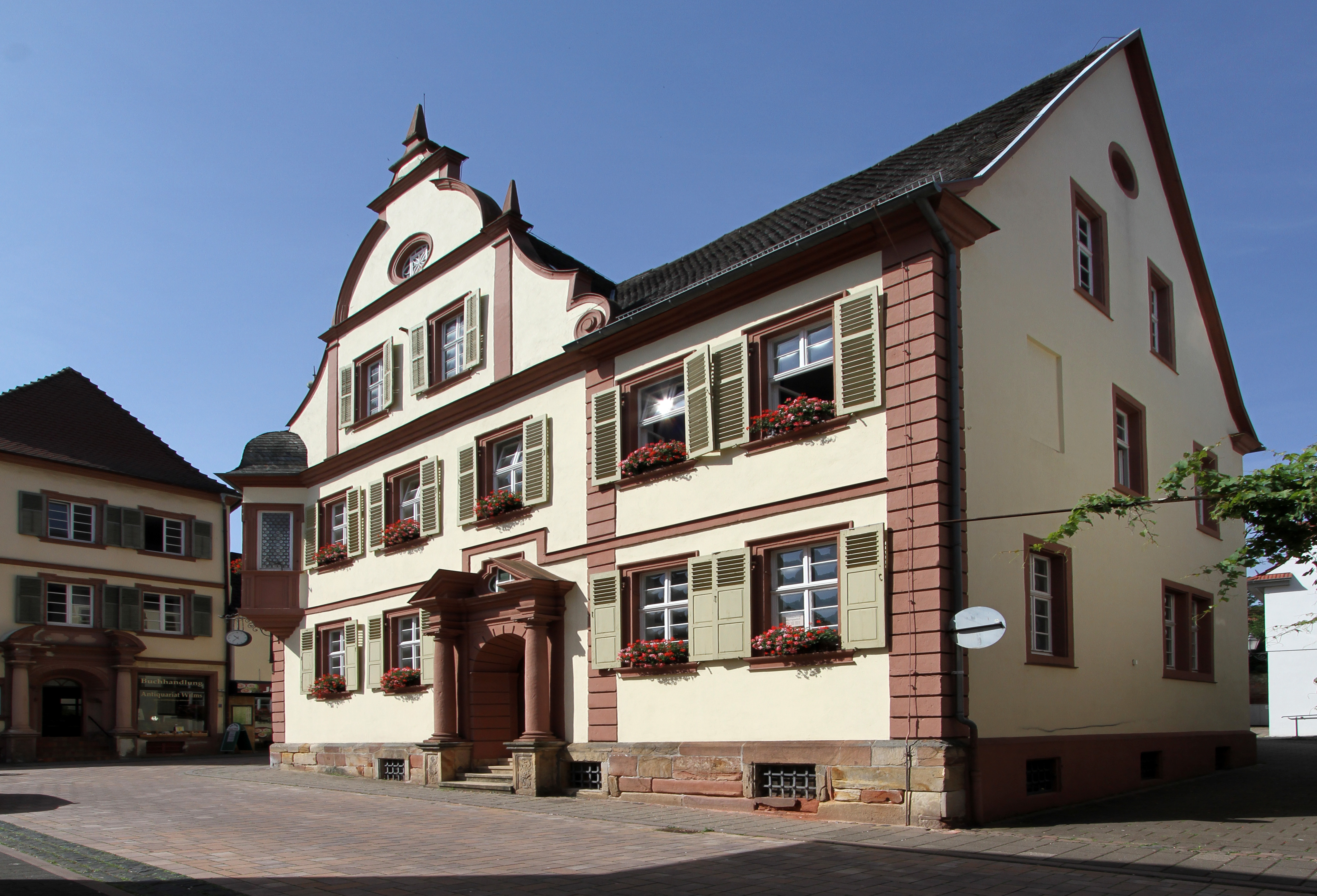
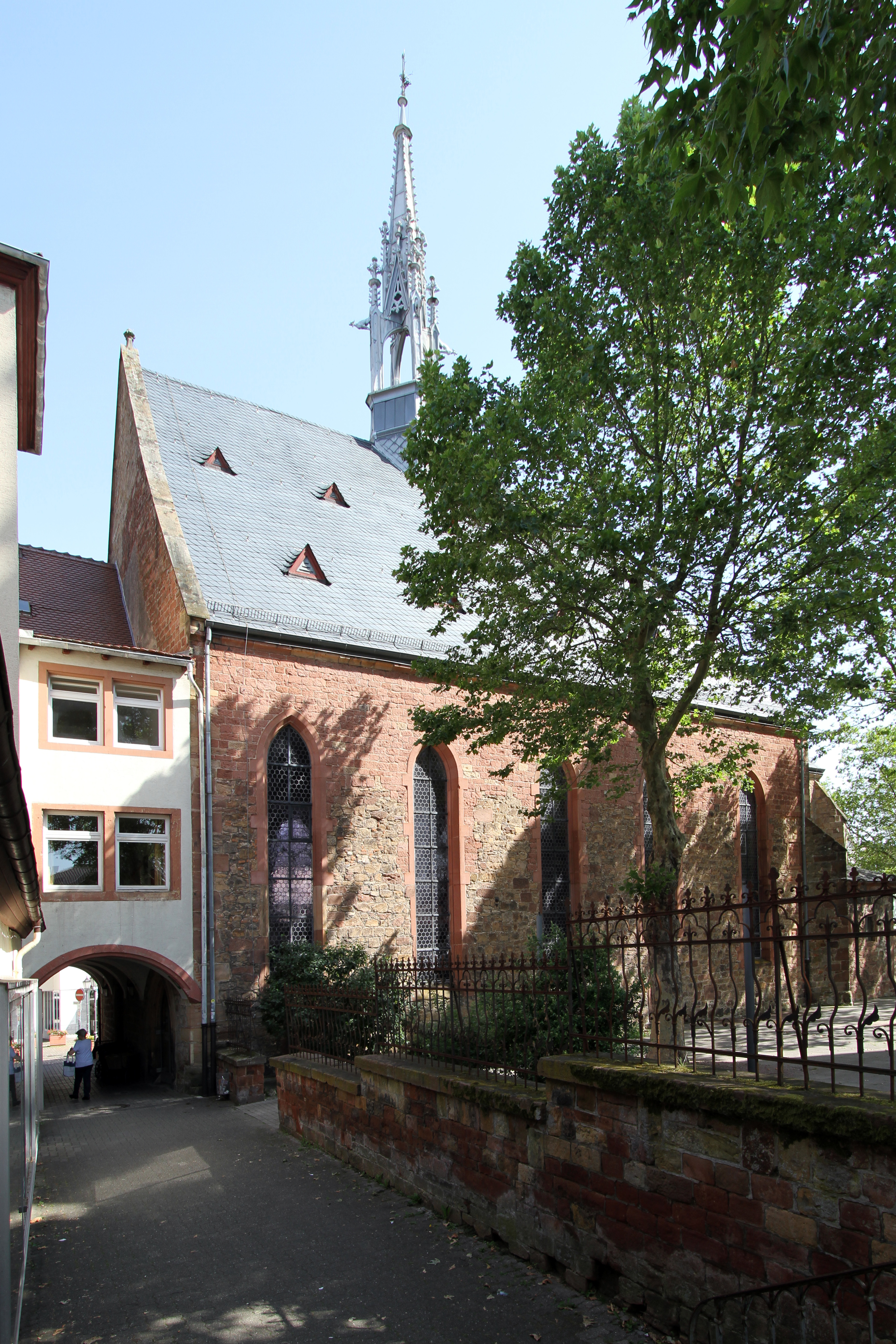
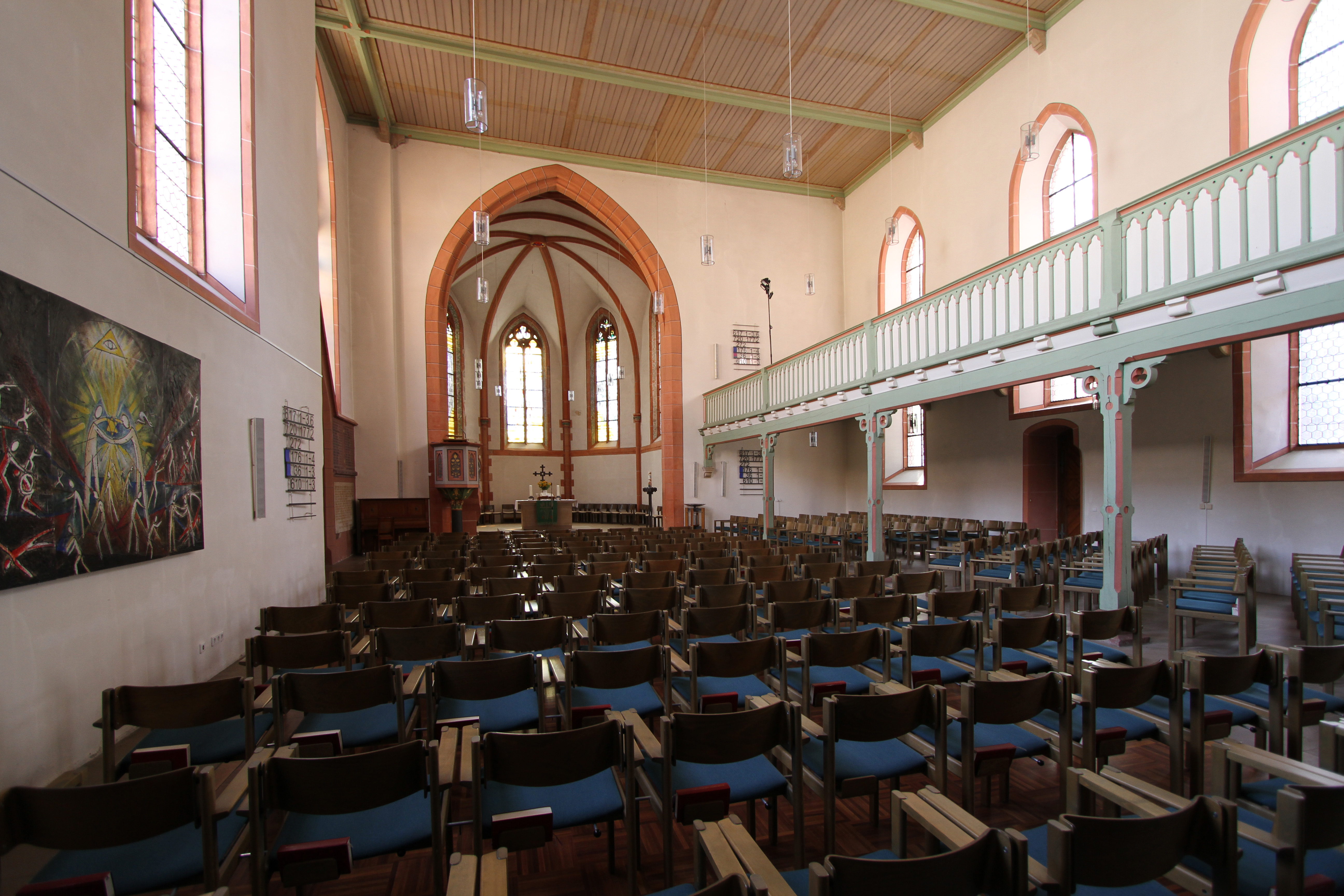
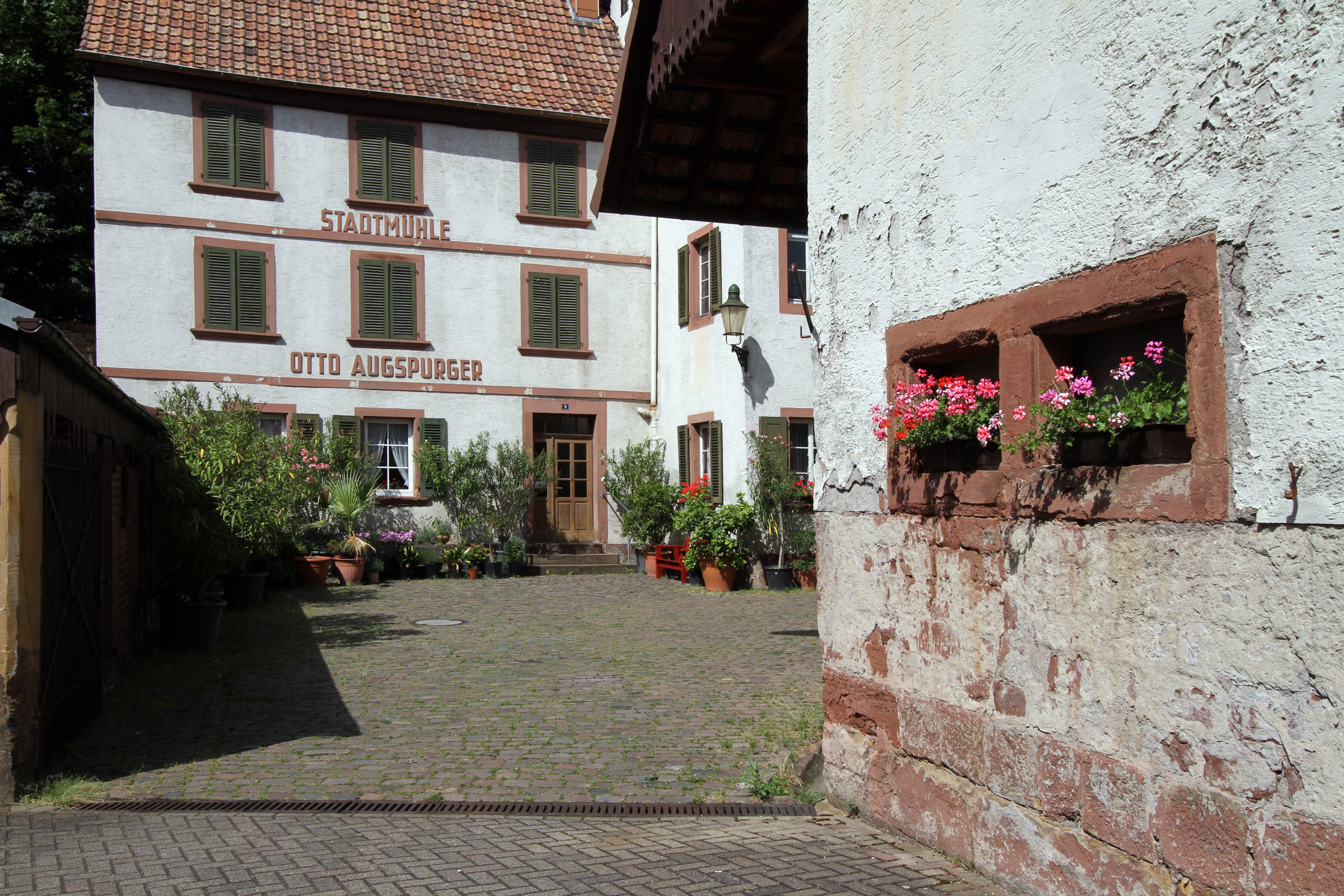
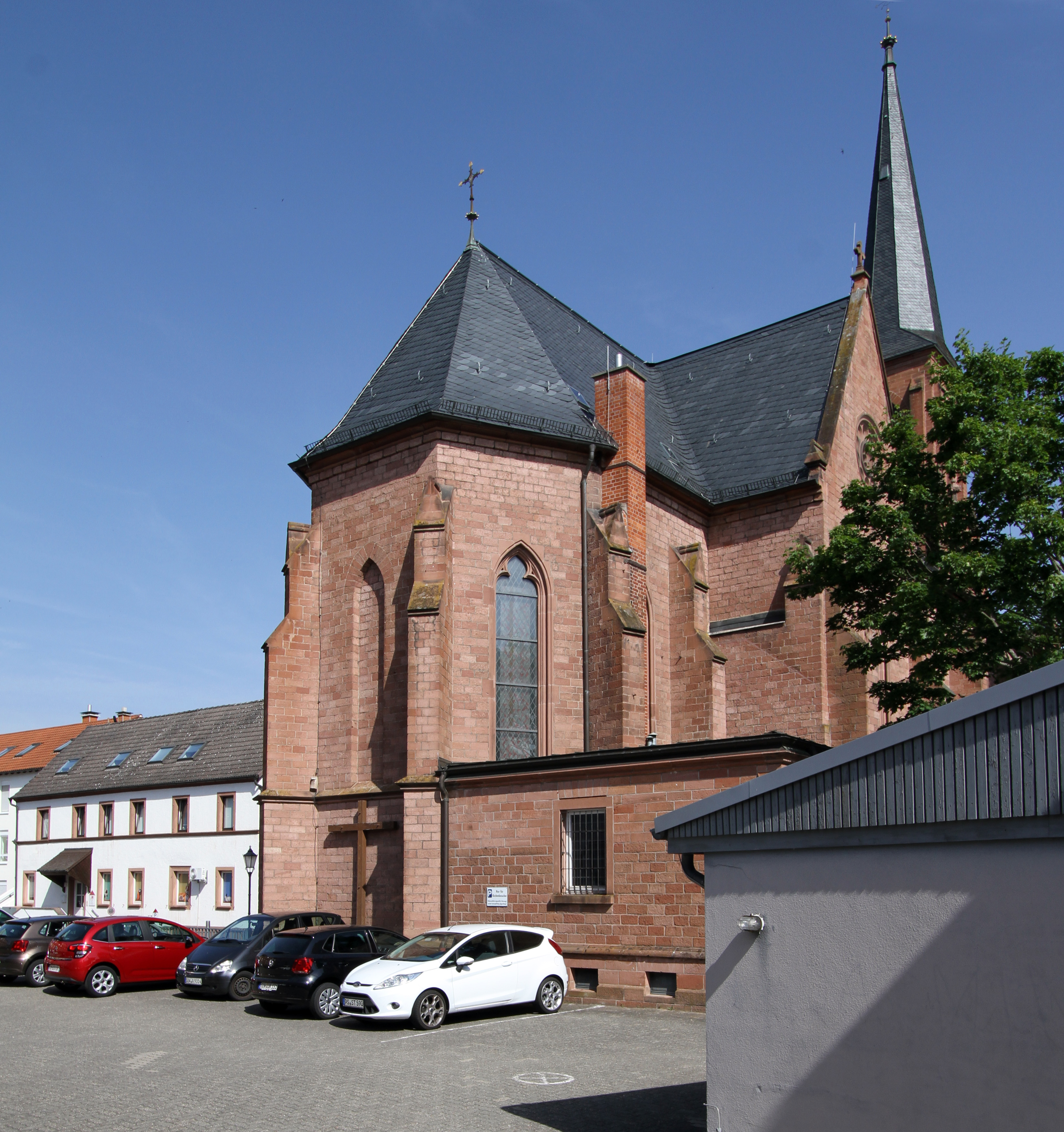
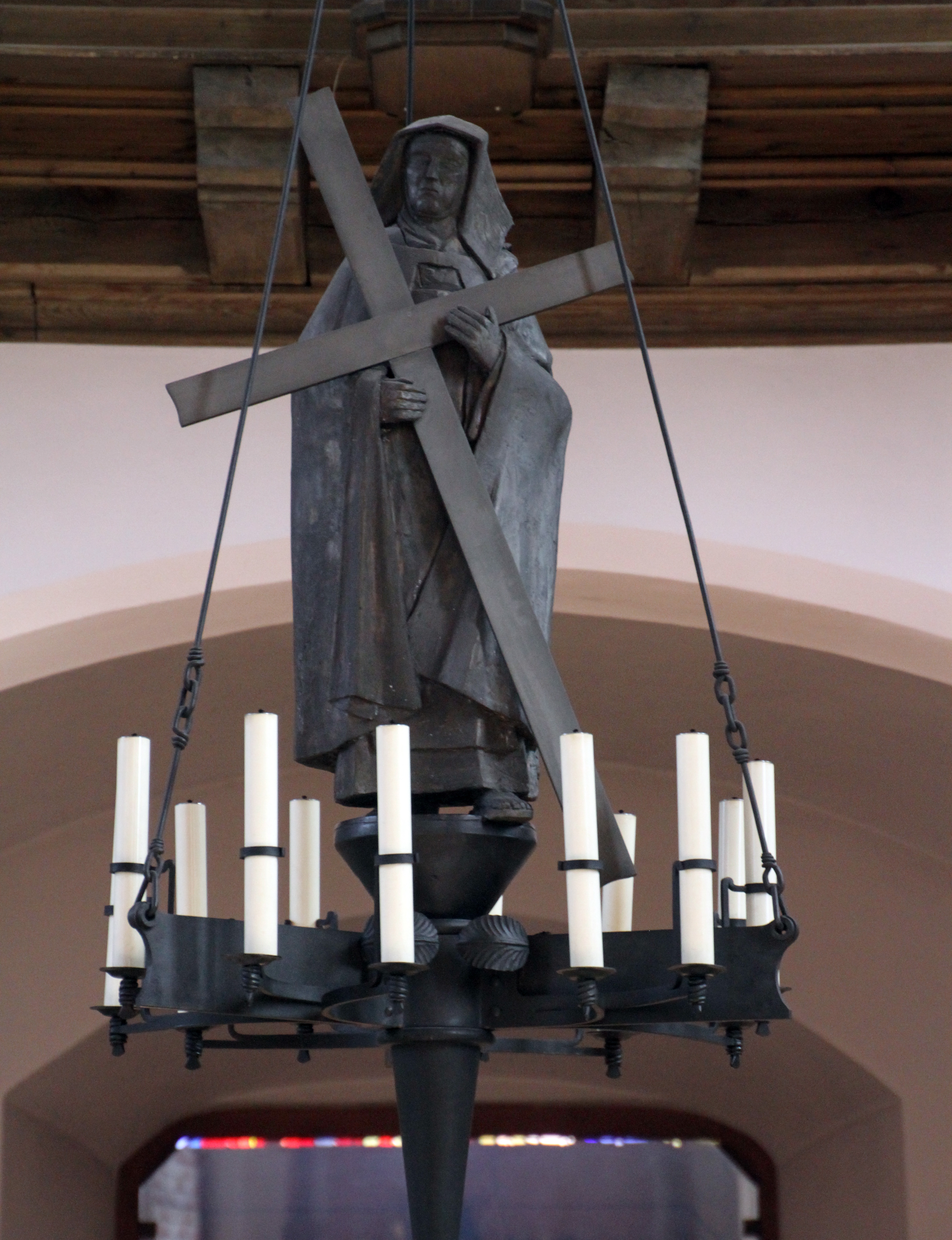
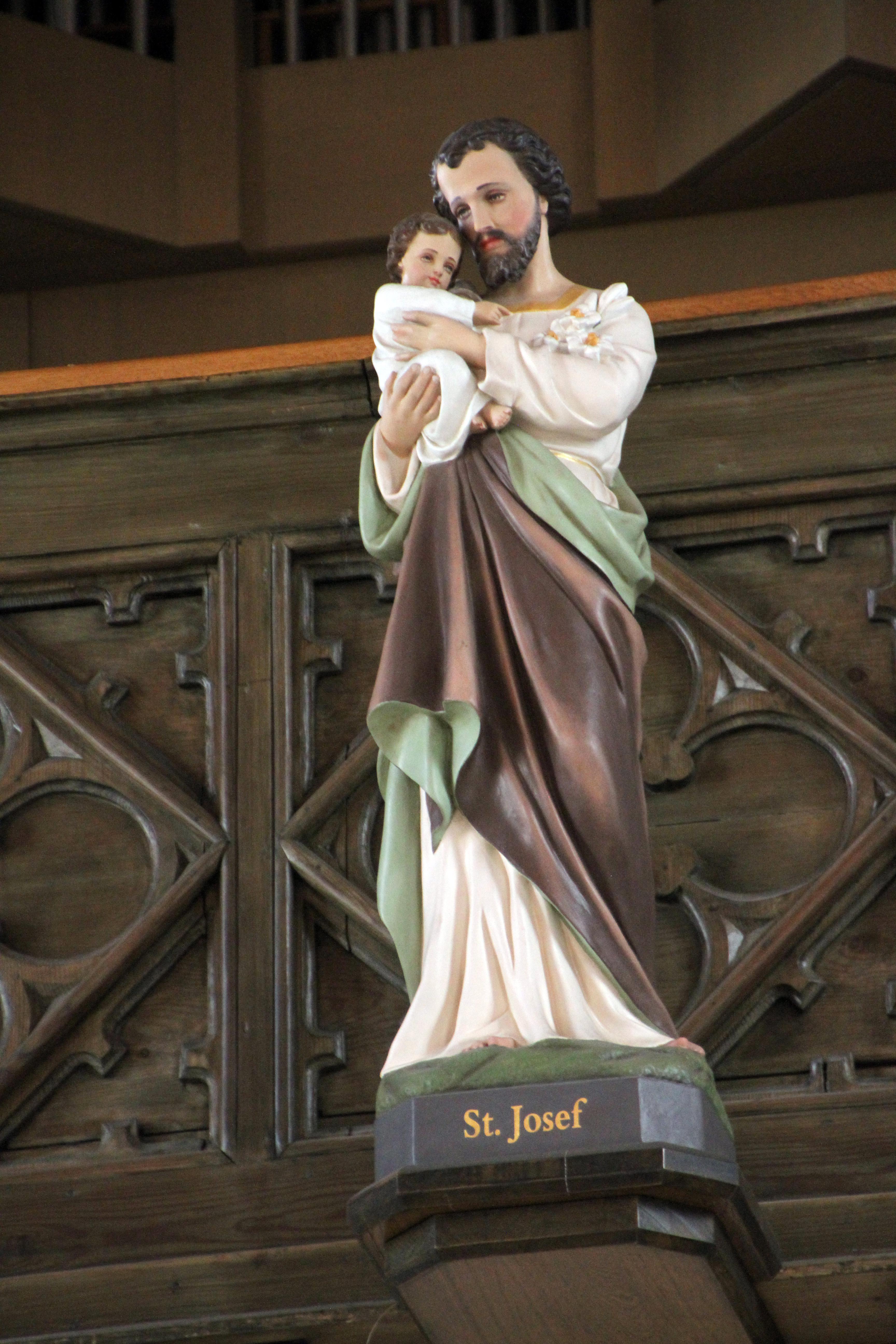
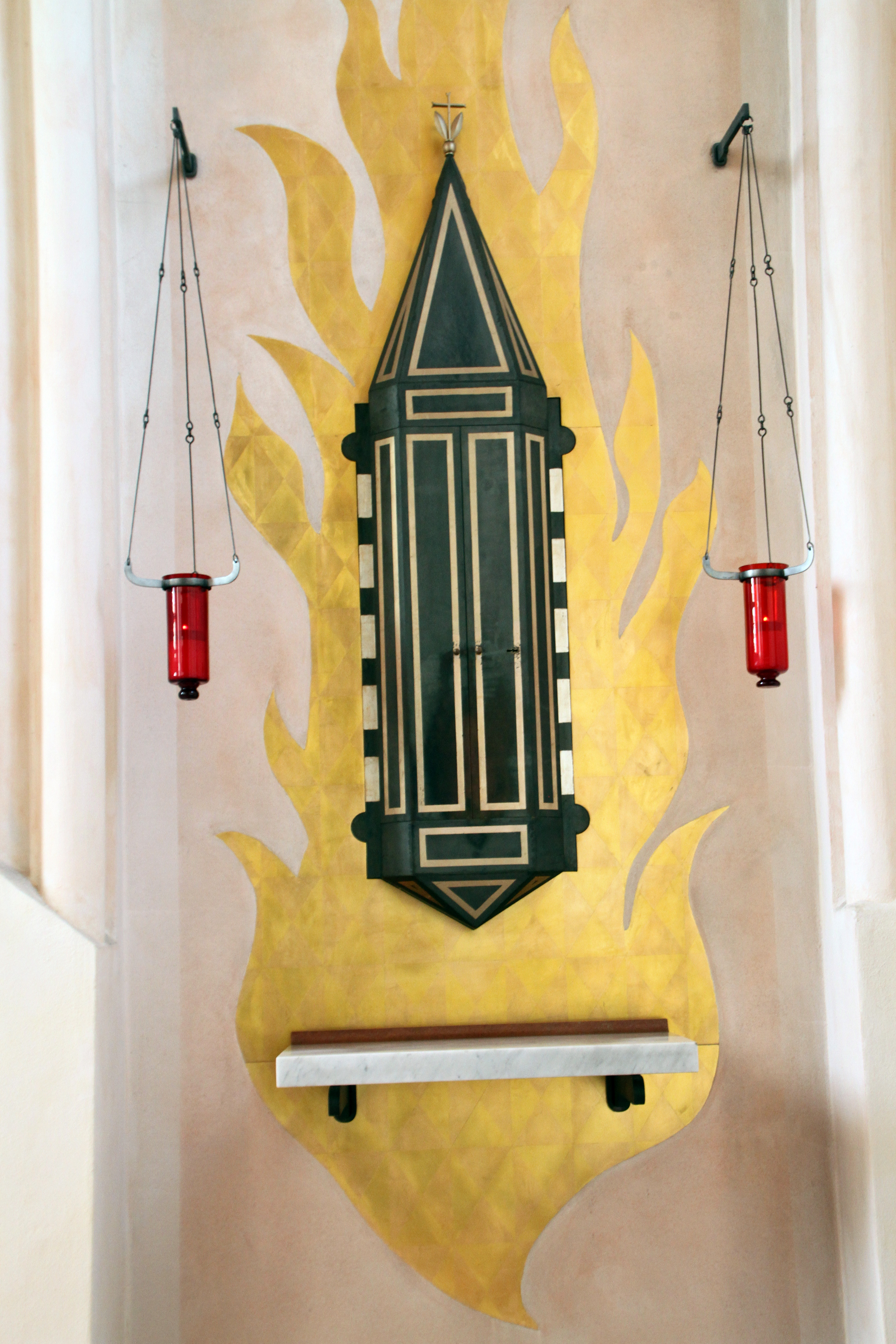